# Voo Delta Air Lines 9877
O voo Delta Air Lines 9877 foi um voo de treinamento do Aeroporto Internacional de Nova Orleães Louis Armstrong, que era operado por um Douglas DC-8-51, que em 30 de março de 1967, a aeronave acabou caindo durante sua aproximação final da Pista 01 do Aeroporto Internacional de Nova Orleães Louis Armstrong.

## Aeronave e tripulação
A aeronave envolvida no acidente era um Douglas DC-8-50, número de série 45409, prefixo N802E, equipada com 4 motores Pratt & Whitney JT3D. Seu primeiro voo foi em 1959, e entregue à Delta Airlines em 14 de setembro do mesmo ano. A aeronave tinha no total, 23391 horas de voo.
O capitão era um homem de 44 anos que entrou na empresa em 3 de junho de 1949. O tempo total de vôo foi de 19.008 horas, e 475 horas de experiência no DC-8. Além do DC-8, o capitão estava qualificado para voar em Douglas DC-3, Douglas DC-6, Douglas DC-7, Douglas DC-9, Convair 240, Convair 340 e Convair 440. Ele era um instrutor no momento do acidente.
O co-piloto era um homem de 48 anos que entrou na empresa em 13 de março de 1951. O tempo total de vôo foi de 16.929 horas e ele tinha 15 horas de experiência com o DC-8. O co-piloto era qualificado para voar em Douglas DC-3, Douglas DC-6, Douglas DC-7, Douglas DC-9, Convair 240, Convair 340 e Convair 440.
O instrutor era um homem de 25 anos que entrou na empresa em 16 de novembro de 1964. O tempo total de vôo foi de 1.371 horas, com 667 horas de experiência no DC-8.
O engenheiro de vôo era um homem de 30 anos que entrou na empresa em 3 de maio de 1965. O tempo total de vôo foi de 802 horas, e ele tinha 6 horas de experiência com o DC-8.
Além disso, um piloto estava a bordo da aeronave acidentada para avaliar a habilidade do instrutor do engenheiro de vôo. O piloto avaliador é um homem de 33 anos que ingressou na empresa em 9 de outubro de 1959. O piloto avaliador foi qualificado para voar em Douglas DC-6, Douglas DC-7, Douglas DC-9, Convair 240, Convair 340 e Convair 440. O tempo total de vôo foi de 2.715 horas, com 529 horas de experiência no DC-8.
Além disso, a aeronave acidentada tinha um observador da Federal Aviation Administration a bordo, além da tripulação.

## Acidente
Às 23h14 CST, foi realizado um briefing sobre informações meteorológicas. A área ao redor do Aeroporto Internacional de Nova Orleans estava enevoada e a visibilidade deveria cair para cerca de 3 km. O capitão estava sentado no assento direito e o co-piloto no assento esquerdo. Às 0:40, o vôo 9877 começou a taxiar para a pista. Às 0:43, o vôo 9877 decolou da pista 28. Às 0:47, o piloto se apresentou no taxiamento da Pista 01. O pouso na Pista 01 era para ser feito com o segundo motor desligado, e estava previsto decolar da Pista 19 após o pouso. Os controladores testemunharam o vôo 9877 fazendo a aproximação final. Às 0:50, o vôo 9877 bateu em uma área residencial em frente ao aeroporto ao tocar em um fio elétrico. No momento do acidente, a aeronave estava inclinada quase 60 graus, e o co-piloto estava encarregado de manobrar. O acidente destruiu várias casas e o complexo Hilton. Na época, o Hilton Hotel era o lar de 36 alunos do ensino médio de Wisconsin. Treze deles morreram depois de serem expulsos do prédio.

## Investigação
O National Transportation Safety Board (NTSB) conduziu uma investigação no acidente. No relatório final, a causa do acidente foi atribuída ao monitoramento insuficiente por parte do comandante e ajuste inadequado da potência pelo piloto. Isso fez com que a aeronave perdesse o controle.